# Marino García
Marino García González (Caloto, Colombia; 28 de junio de 1982) es un exfutbolista colombiano. Jugaba como defensa y se retiró en Unión Magdalena de Colombia.

## Clubes
| Club                   | País     | Año         |
| ---------------------- | -------- | ----------- |
| Deportes Tolima        | Colombia | 2001 - 2005 |
| Envigado F. C.         | Colombia | 2005        |
| Deportes Tolima        | Colombia | 2006        |
| Atlético Bucaramanga   | Colombia | 2007 - 2008 |
| Independiente Medellín | Colombia | 2009 - 2010 |
| Deportivo Pasto        | Colombia | 2011 - 2012 |
| Santa Fe               | Colombia | 2013        |
| Once Caldas            | Colombia | 2014        |
| Jaguares de Córdoba    | Colombia | 2015        |
| Llaneros               | Colombia | 2016        |
| Unión Magdalena        | Colombia | 2017        |

## Palmarés

### Campeonatos nacionales
| Título                | Club                   | País     | Año  |
| --------------------- | ---------------------- | -------- | ---- |
| Torneo Finalización   | Deportes Tolima        | Colombia | 2003 |
| Torneo Finalización   | Independiente Medellín | Colombia | 2009 |
| Primera B             | Deportivo Pasto        | Colombia | 2011 |
| Superliga de Colombia | Santa Fe               | Colombia | 2013 |